# Proiphys
Proiphys je biljni rod iz porodice zvanikovki, raširen od Tajlanda preko zapadnog Pacifika do Australije. Postoji nekoliko 5 vrsta, sve su lukovičasti geofiti.

## Vrste
1. Proiphys alba (R.Br.) Mabb.
2. Proiphys amboinensis (L.) Herb.
3. Proiphys cunninghamii (Aiton ex Lindl.) Mabb.
4. Proiphys infundibularis D.L.Jones & Dowe
5. Proiphys kimberleyensis M.D.Barrett & R.L.Barrett